# Sekstant A
Sekstant A (UGCA 205, ang. Sextans A) – mała karłowata galaktyka nieregularna w gwiazdozbiorze Sekstantu. Jest jednym z najodleglejszych członków Grupy Lokalnej. Należy do luźnej podgrupy galaktyk, w skład której wchodzą też NGC 3109, Karzeł Pompy i Sekstant B.
Sekstant A ma wymiary zaledwie 7,4 × 6,1 tys. lat świetlnych (wymiary obserwowane 5,9' × 4,9'). Znajduje się w odległości około 4,31 mln lat świetlnych od Ziemi.
W galaktyce trwają intensywne procesy gwiazdotwórcze, dużą rolę mogły tu odgrywać wybuchy supernowych.